# Sillimanite
Pour les articles homonymes, voir Al2SiO5.
La sillimanite est une espèce minérale du groupe des silicates sous-groupe des nésosubsilicates de formule Al2O(SiO4) avec des traces de fer. Dans les gisements, il se présente le plus souvent sous forme de minéral blanchâtre, fibreux (d'où son autre nom de fibrolite) et lamellaire, à aspect nacré. Les cristaux mal formés ne dépassent pas 2 cm. Ils témoignent d'un métamorphisme régional de degré moyen à élevé, de roches sédimentaires riches en alumine ou de roches magmatiques alumineuses dans lesquelles la sillimanite se développe tardivement aux dépens de la biotite, du grenat ou de la cordiérite.

## Historique de la description et appellations

### Inventeur et étymologie
Décrite par le minéralogiste américain Bowen en 1824, son nom vient de celui du chimiste et minéralogiste américain Benjamin Silliman (1779-1864).

### Topotype
Chester, Comté de Middlesex, Connecticut, États-Unis.

### Synonymie
- Bournonite (Lucas) en hommage à Jacques Louis de Bournon, il existe une espèce homologuée à ce nom la bournonite.
- Bucholzite : dédiée au chimiste allemand Bucholtz [7]
- Fibrolite (de Bournon)
- Monroelite : étymologie d'après Monroe, Comté d'Orange, New York, États-Unis

### Cristallographie
- Paramètres de la maille conventionnelle a = 7,484 Å; b = 7,672 Å; c = 5,77 Å; Z = 4; V = 331,30 Å3
- Densité calculée = 3,25
- Sillimanite, andalousite et disthène sont les trimorphes de Al2SiO5, ils peuvent coexister au point triple. Parmi ces trimorphes, la sillimanite est le polymorphe correspondant à une température élevée.

### Cristallochimie
La sillimanite donne son nom à un groupe isostructurel :
Groupe de la sillimanite :
- Andalousite,
- Disthène,
- Kanonaïte,
- Krieselite,
- Mullite,
- Sillimanite.

### Structure

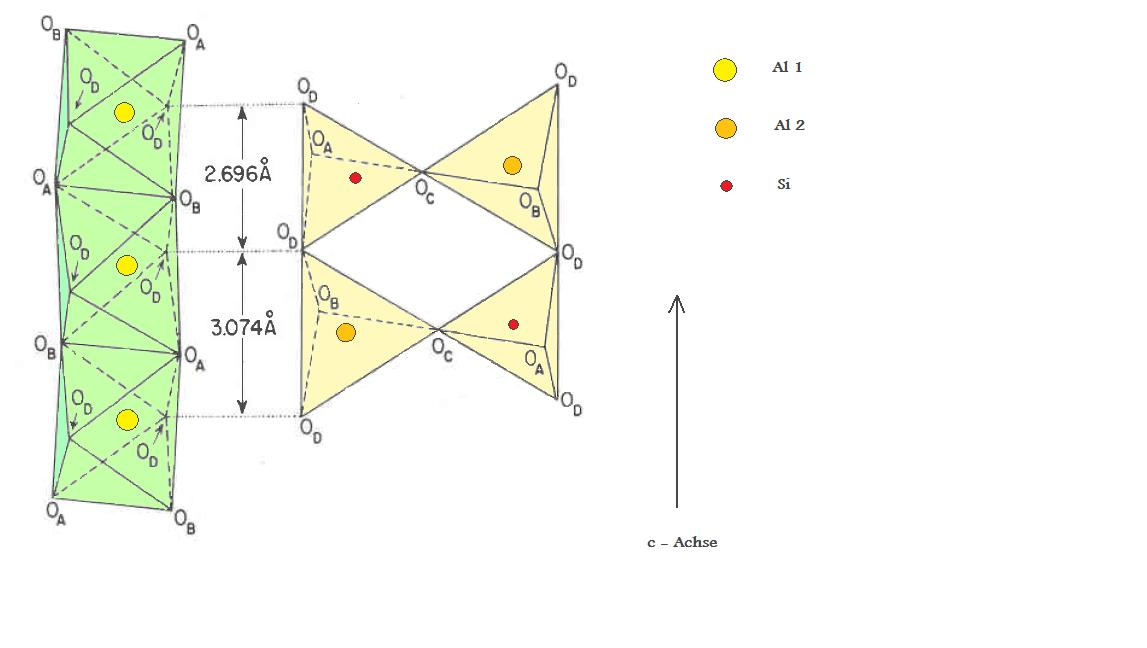
Structure de la sillimanite.

La sillimanite est constituée de chaînes parallèles d'octaèdres AlO6 et de tétraèdres alternativement SiO4 et AlO4.
Morphologie des cristaux : cristaux prismatiques, aciculaires. Cette morphologie résulte de la structure de la sillimanite.

### Propriétés chimiques
AltérationsLa sillimanite est un minéral relativement stable, mais qui peut s'altérer en kaolinite, en muscovite ou en séricite.

## Gîtes et gisements

### Gîtologie et minéraux associés
GîtologieIl s'agit d'un minéral fréquent dans les roches de métamorphisme thermique de degré élevé des roches argileuses, par transformation de la biotite ou de l'andalousite.
Il peut se former aussi par métamorphisme régional des roches argileuses (gneiss) à partir de muscovite et de biotite, de réactions entre staurotide et biotite ou entre staurotide et quartz, ou bien par transformation polymorphique du disthène.
Minéraux associésAndalousite, disthène, feldspath potassique, almandin, cordiérite, biotite, quartz

## Galerie

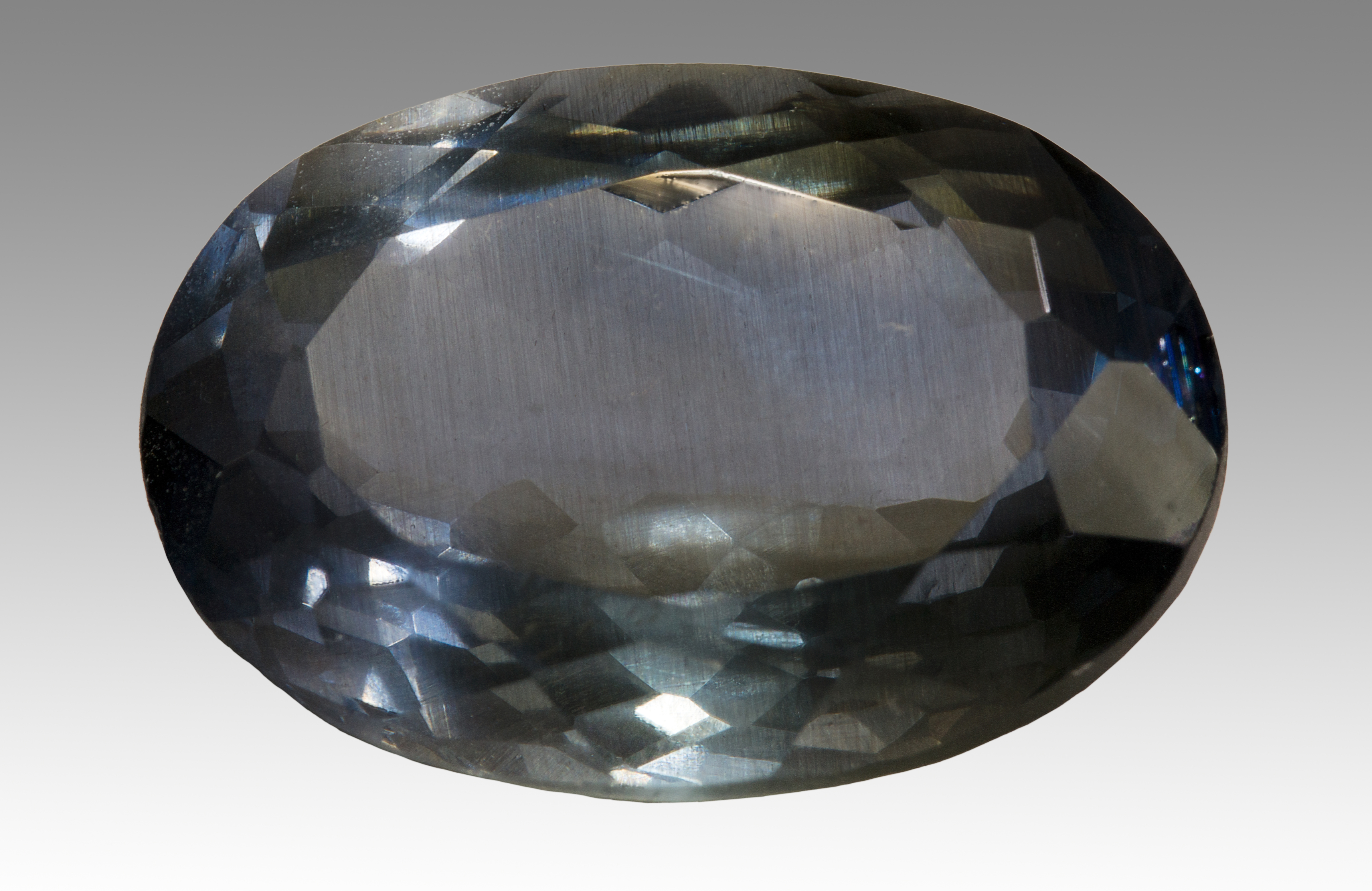
Sillimanite taillée -  Orissa, Indes
Trimorphisme 1) Disthène, 2) Andalousite, 3)Sillimanite X) Température (Celsius), Y) Pression (Kbar)
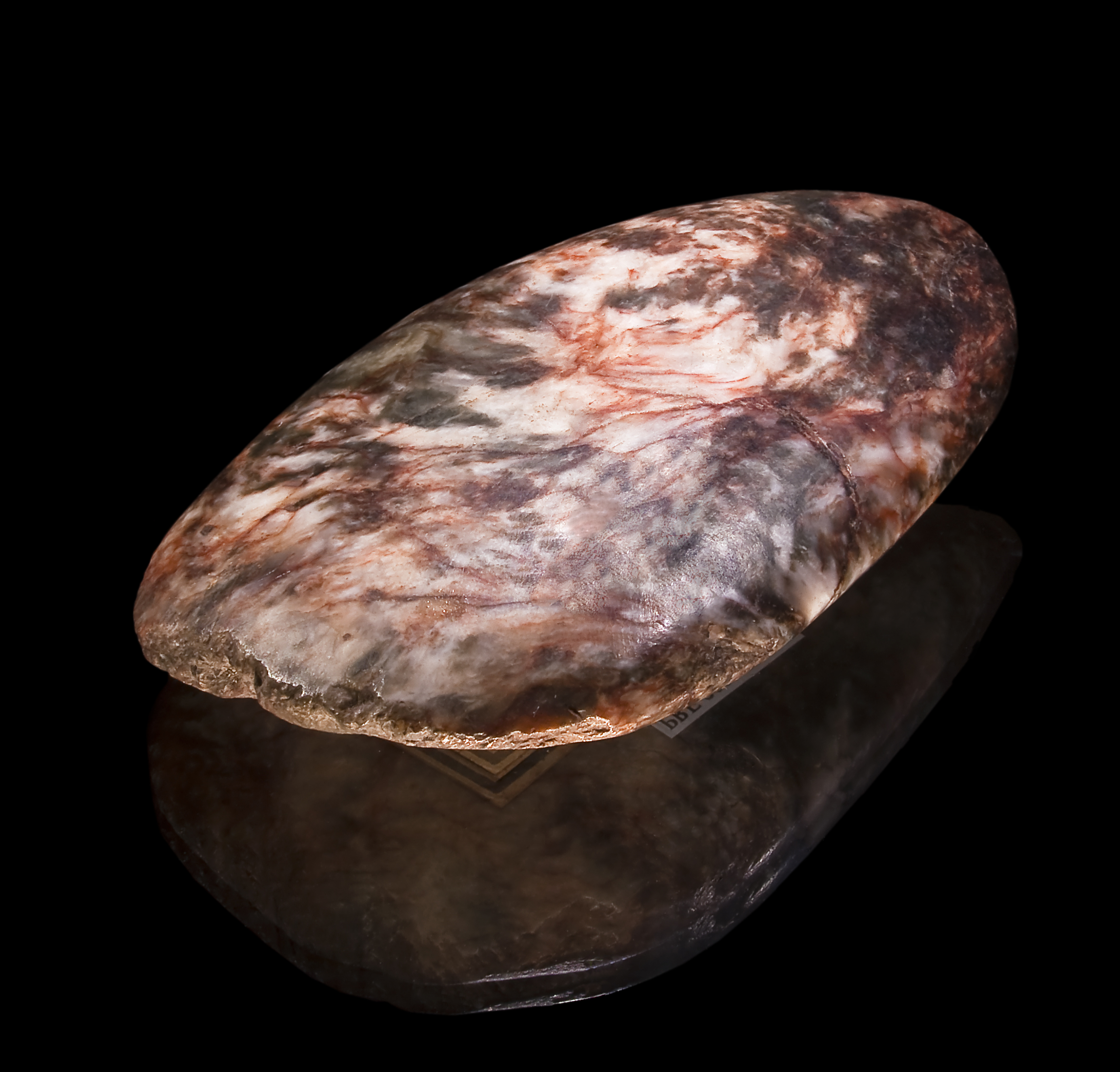
Hache néolithique en quartz et sillimanite Manzat France - Muséum de Toulouse

## Gisements remarquables
- Algérie

Kef Cheraya, Cap Bougaroun, Collo, Province de Skikda
- Canada

Kazabazua Kornerupine occurrence, Kazabazua, La Vallée-de-la-Gatineau RCM, Outaouais, Québec
- France

Mines de Batère, Corsavy, Arles sur Tech, Pyrénées-Orientales, Languedoc-Roussillon
Mine de Coustou, Vielle Aure, Vallée d'Aure, Hautes-Pyrénées, Midi-Pyrénées, alluvions de l'Allier près de Brioude (Haute-Loire) et plus en aval
- Madagascar

Ampasimainty, Betroka District, Région d'Anosy (Fort Dauphin), Province de Tuléar (Toliara)

## Exploitation des gisements
Utilisations : Les galets de " fibrolite " furent utilisés au néolithique pour la confection de divers instruments et outils (haches de fibrolite).